# Міліневський Геннадій Петрович
Міліневський Геннадій Петрович (нар. 30 квітня 1951, Нижній Новгород, РРФСР) — доктор фізико-математичних наук, головний науковий співробітник, завідувач науково-дослідної лабораторії фізики космосу Київського національного університету імені Тараса Шевченка.

## Життєпис
- 1968 — закінчив Боярську середню школу № 4 в Київській області
- 1974 — закінчив Київський державний університет за спеціальністю астрономія
- з 1974 — старший інженер, старший науковий співробітник, провідний науковий співробітник, завідувач науково-дослідної лабораторії фізики космосу, кафедра астрономії та фізики космосу, фізичний факультет, Київський національний університет імені Тараса Шевченка
- 1980 — кандидат фіз.-мат. наук, дисертація «Оптичні ефекти інжекції потужних електронних пучків в іоносфері»
- 2001 — доктор фіз.-мат. наук, дисертація «Взаємодія штучних газоплазмових хмар з атмосферою Землі»

Брав участь в організації і виконанні досліджень у близько півсотні супутникових і ракетних експериментів у космосі з інжекцією електронних пучків та плазми в іоносфері (1974—1993). Розробив і створив (у складі групи) комплекс високочутливих оптичних пристроїв для вивчення оптичних особливостей полярних сяйв та штучних плазмових об'єктів в іоносфері за спостереженнями на наземних станціях, а також з борта літаків та науково-дослідних суден. Досліджував оптичні характеристики штучних полярних сяйв (експерименти 1974 і 1976 років) та природних полярних сяйв (науковий керівник експедиції в бухту Тіксі, Якутія, 1979), результати досліджень широко відомі і визнані у світовій науці. В міжнародних експериментах вперше зареєстрував нові явища — довготривалі плазмові хмари в іоносфері. Член Американського геофізичного союзу (з 1992 року), Європейського геофізичного союзу (2002).
Активний учасник підготовки до передачі антарктичної станції Фарадей (Британська антарктична служба) Україні та організації роботи на станції, названій Академік Вернадський (1994—1996), очолював Першу українську антарктичну експедицію  (6.02.1996–18.03.1997) та підняв прапор України на станції (06.02.1996), за дослідження в екстремальних умовах відзначений орденом «За заслуги» III ступеня (1998).
Вчений секретар Українського антарктичного центру (1997), заступник директора з науки Національного антарктичного наукового центру (1999—2006), учасник (2000) та начальник (2001, 2002, 2005) Українських антарктичних сезонних експедицій українських дослідників на станцію Академік Вернадський. Керівник групи Національного антарктичного наукового центру Міністерства освіти і науки України (з 2007). Здійснює супровід вимірювань озону на станції Академік Вернадський та передачу результатів вимірювань у світові центри даних.
Організатор та керівник досліджень озону з використанням першого в Україні спектрофотометра Добсона на регіональній станції «Київ–Голосіїв» Всесвітньої метеорологічної організації (з 2010), а також аерозолю на станції «Мартова» міжнародної мережі AERONET. Керівник проекту CRDF США «Дослідження атмосферного аерозолю над Україною методами наземних вимірювань у поєднанні із супутниковими даними» (2010—2012), координатор космічного проекту Аерозоль-UA (з 2013).
Координатор програми в Україні проекту «Біологічні дослідження Університету Південної Кароліни в Чорнобилі» (з 2001). Делегат України в Науковому комітеті з антарктичних досліджень SCAR (2002—2006); радник делегації України (2006—2012), голова делегації України (2014) в Комісії зі збереження морських живих ресурсів Антарктики (CCAMLR); керівник проекту SCAR APTIC «Антарктичний півострів — взаємодія тропосфери з іоносферою» (2002—2008), співкерівник міжнародного проекту SCAR PACT «Полярна тропосфера та тропопауза» (2010—2014).
Викладач курсів для студентів кафедри астрономії та фізики космосу про озоновий шар та зміни клімату, популяризатор досягнень вітчизняної науки у вивченні довкілля як в Україні, так і в провідних університетах та наукових центрах світу.
Опублікував більше 200 наукових праць (індекс Гірша у базі Scopus h = 14) за основними напрямками досліджень: динаміка природних і штучних плазмових утворень в іоносфері; озоновий шар, еволюція та прогнозування озонової діри над Антарктикою; планетарні хвилі в атмосфері Землі і розповсюдження енергії від поверхні до висот іоносфери; стратосфера, тропопауза та їх зв'язки із процесами в тропосфері; зміни клімату в районі Антарктичного півострова і їх вплив на динаміку малих льодовиків та на регіональну екосистему; вплив промислового і радіоактивного забруднення на екосистеми; інструментальні вимірювання загального вмісту озону над Україною, аерозольного забруднення в регіонах України, участь у підготовці комплексу приладів для супутникових спостережень аерозолю.